# Humberto De Lucía
Humberto De Lucía (* 17. August 1992 in Caracas, Venezuela) ist ein venezolanischer Gitarrist.

## Leben
De Lucia wurde in eine musikalische Familie hineingeboren. Sein Talent wurde früh gefördert; so ging das Wunderkind bereits mit sechs Jahren an die renommierteste Musikschule Venezuelas, das Colegio Emil Friedman. Mit neun Jahren wurde er bereits unter die Obhut seines Lehrers und gleichzeitig bedeutendsten Gitarristen Venezuelas, Luis Zea, genommen, der ihn auch stark förderte. Er nahm daraufhin an diversen venezolanischen Klassikmusikwettbewerben teil und spielte in einem regionalen Orchester. Später ging er nach London, wo er seine Ausbildung zunächst an einer von Yehudi Menuhin begründeten Schule für Kinder und Jugendliche im Bereich der Musik fortsetzte. Sein Lehrer war dort Richard Wright. Seinen ersten Auftritt im Ausland hatte er 2005 in London; es folgen Auftritte in Prag, Madrid, Paris und Mailand. In Großbritannien studierte er anschließend Musik für einige Zeit an den renommierten Hochschulen Royal Northern College of Music in Manchester sowie an den Hochschulen Trinity Laban Conservatory of Music and Dance und dem Royal College of Music. Parallel machte er 2011 seinen Bachelor-Abschluss in Naturwissenschaften am Französischen Kolleg in Caracas.
Sein Repertoire umfasst neben Kompositionen aus Venezuela und Lateinamerika auch Barockmusik, hier vor allem Johann Sebastian Bach. Andere Komponisten seines Repertoires sind Manuel María Ponce, Leo Brouwer, Antonio Lauro, Rodrigo Riesa und Vicente Emilio Sojo.
| Personendaten    | Personendaten             |
| ---------------- | ------------------------- |
| NAME             | Lucía, Humberto De        |
| KURZBESCHREIBUNG | venezolanischer Gitarrist |
| GEBURTSDATUM     | 17. August 1992           |
| GEBURTSORT       | Caracas, Venezuela        |